# Tuban (regentschap)
Tuban  (oude spelling: Toeban) is een regentschap (kabupaten) in het noordwesten van de Javaanse provincie Oost-Java in Indonesië. Het gebied heeft een oppervlakte van 1.839,94 km² en er wonen circa 1.118.464 mensen bij de volkstelling van 2010. De hoofdstad en zetel van de regering is de gelijknamige stad Tuban.
Het regentschap wordt begrensd door de Javazee in het noorden, het regentschap Lamongan in het oosten, het regentschap Bojonegoro in het zuiden en het regentschap Rembang in Midden-Java in het westen.

## Onderdistricten
Bij de volkstelling van 2010 werd het regentschap verdeeld in twintig onderdistricten (de kecamatan). In deze onderdistricten liggen 328 plaatsen die een administratieve eenheid zijn.
| Naam       | Opper vlakte in km2 | Inwoners volks telling 2010 | Inwoners volks telling 2020 | Aantal plaatsen kelurahan /desa's | Post code    |
| ---------- | ------------------- | --------------------------- | --------------------------- | --------------------------------- | ------------ |
| Kenduruan  | 85,73               | 26.317                      | 28.343                      | 9                                 | 62363        |
| Bangilan   | 77,27               | 43.477                      | 48.052                      | 14                                | 62364        |
| Senori     | 78,39               | 38.373                      | 41.653                      | 12                                | 62365        |
| Singgahan  | 79,05               | 39.193                      | 41.345                      | 12                                | 62361        |
| Montong    | 147,98              | 51.300                      | 53.343                      | 13                                | 62357        |
| Parengan   | 114,45              | 51.546                      | 53.603                      | 18                                | 62366        |
| Soko       | 96,88               | 78.667                      | 83.814                      | 23                                | 62372        |
| Rengel     | 58,52               | 56.388                      | 59.306                      | 16                                | 62370        |
| Grabagan   | 73,79               | 36.406                      | 39.040                      | 11                                | 62371        |
| Plumpang   | 86,52               | 74.206                      | 78.147                      | 18                                | 62382        |
| Widang     | 107,14              | 47.413                      | 48.726                      | 16                                | 62383        |
| Palang     | 72,70               | 76.875                      | 86.743                      | 19                                | 62391        |
| Semanding  | 120,99              | 101.336                     | 114.136                     | 17                                | 62381        |
| Tuban      | 21,29               | 81.982                      | 84.542                      | 17                                | 62311 -62319 |
| Jenu       | 81,61               | 50.163                      | 55.363                      | 17                                | 62352        |
| Merakurak  | 103,77              | 54.293                      | 58.781                      | 19                                | 62355        |
| Kerek      | 136,55              | 64.471                      | 67.163                      | 17                                | 62356        |
| Tambakboyo | 72,97               | 38.529                      | 42.137                      | 18                                | 62353        |
| Jatirogo   | 111,98              | 52.564                      | 55.534                      | 18                                | 62362        |
| Bancar     | 112,36              | 54.965                      | 58.241                      | 24                                | 62354        |
| Totalen    | 1.839,94            | 1.118.464                   | 1.198.012                   | 328                               |              |

Stadsgemeenten: Batu · Blitar · Kediri · Madiun · Malang · Mojokerto · Probolinggo · Pasuruan · Surabaya

Regentschappen: Banyuwangi · Bangkalan · Blitar · Bojonegoro · Bondowoso · Gresik · Jember · Jombang · Kediri · Lamongan · Lumajang · Madiun · Magetan · Malang · Mojokerto · Nganjuk · Ngawi · Pacitan · Pamekasan · Pasuruan · Ponorogo · Probolinggo · Sampang · Sidoarjo · Situbondo · Sumenep · Trenggalek · Tuban · Tulungagung
- Gemeinsame Normdatei: 5073959-1
- Library of Congress Control Number: n86099345
- MusicBrainz: df5be7ec-189a-4ba8-906c-8723265866d7
- Nationale Bibliotheek van Israël: 987007562579005171
- Virtual International Authority File: 144332193
- WorldCat: E39PBJxrQCXXdJYRR8fR7hXrv3